# 이슬람 다와당
이슬람 다와당(아랍어: حزب الدعوة الإسلامية   Hizb al-Da'wa al-Islamiyya[*])은 이라크의 정치조직으로 시아파 주요 정당 중 하나이다.
이슬람 다와당은 2005년 이라크 제헌의회 선거를 위해 이라크 이슬람혁명최고위원회(SCIRI) 및 다른 시아파 조직들과 연대하여 유나이티드 이라크연맹(UIA)을 결성하였다. 알다와는 의사 이브라힘 알자파리가 이끌고 있는데, 그는 현재 이라크의 국무총리 자리에 앉아 있다.
알다와는 1950년대 말에 일단의 시아파 지도자들에 의해 창설되었는데, 무크타다 알사드르의 아저씨인 모하마드 바키르 알사드르가 두드러진 역할을 하였다.
이 당은 공산주의 및 당시 이라크에서 지배적이던 아랍 사회주의, 바트당 같은 무신론자들에 맞서 싸우기 위해 설립되었다.
시아파에 의해 설립되고 주도되었지만, 알다와는 수니파 이슬람주의 조직들과 밀접히 협력했으며 수니파 조직원들이 적지 않았다.
알다와는 1970년대에 이라크 정부에 대항한 무장 투쟁을 벌이면서 두각을 나타냈다. 이들은 이란의 이슬람 혁명을 지지했으며, 반대로 이란 정부로부터 지원을 받았는데 이란-이라크 전쟁 기간 중 특히 그러했다.
이러한 협력에도 불구하고 알사드르가 꿈꾸었던 이슬람 공화국은 호메이니의 그것과는 크게 달랐다.
호메이니와 SCIRI가 국가 권력이 울레마에 남아있어야만 한다고 주장하는 데 반해, 알다와는 권력이 움마에 있어야 한다는 입장을 지지했다.

## 연표
- 1974년 : 바트주의 혁명 법원이 75명의 알다와 당원을 체포하고 사형을 언도하다.
- 1975년 : 마라드 알라스라고 불리는 나자프에서 카르발라로의 성지순례가 정부에 의해 취소되다.
- 1977년 : 2월에 Safar Intifada가 발생: 알다와는 정부가 금지함에도 불구하고 마라드 알라스를 강행하였고, 행사는 경찰의 공격을 받다.
- 1979년 : 이란 혁명. 알다와가 무장하부조직을 창설하다. 이는 후에 샤히드 알사드르라고 불리게 된다
- 1980년 : 3월 30일 이라크 혁명군사위원회가 소급해서 알다와를 금지하고 당원은 사형으로 다스렸다. 이달에만 96명의 알다와 당원이 처형되었다고 일컬어진다.
- 1981년 : 4월 1일 알다와는 당시 외무 장관이던 타리크 아지즈를 암살하려고 시도했으나 실패하다
- 1981년 : 4월 9일 아야톨라 모하마드 바키르 알사드르와 그의 누이 아미나 사드르 빈트 알후다가 체포되어 처형되다.
- 1982년 : 알다와가 사담 후세인을 암살하려고 시도했으나 실패하다. 후세인 정권에 의해 알 다와에 대한 극심한 탄압이 자행되다. 많은 이들이 이란으로 도피했으며 그곳에서 SCIRI와 경쟁하는 처지가 되다.
- 1987년 : 사담의 차량행렬을 공격하여 암살하려는 알다와의 시도가 다시금 실패하다.
- 1996년 : 알다와는 사담의 아들 우다이를 암살하려 했다고 전한다.
- 2003년 : 2003년의 이라크 침공 후, 알다와가 돌아오다. 나시리야에 자리를 잡고 지금도 그 도시를 운영, 통제하고 있다.

## 같이 보기
- 이슬람 민주주의 정당 목록